# Iberomorda sulcicauda
Iberomorda sulcicauda es una especie de coleóptero de la familia Mordellidae.

## Distribución geográfica
Habita en la Europa mediterránea occidental.